# Boston Celtics 1962-1963
La stagione 1962-63 dei Boston Celtics fu la 17ª nella NBA per la franchigia.
I Boston Celtics vinsero la Eastern Division con un record di 58-22. Nei play-off vinsero la finale di division con i Cincinnati Royals (4-3), vincendo poi il titolo battendo nella finale NBA i Los Angeles Lakers (4-2).

## Roster
| N° | Naz.                   | Ruolo | Sportivo         | Anno | Alt. | Peso |
| -- | ---------------------- | ----- | ---------------- | ---- | ---- | ---- |
| 4  | Stati Uniti (bandiera) | AC    | Clyde Lovellette | 1929 | 206  | 106  |
| 6  | Stati Uniti (bandiera) | C     | Bill Russell     | 1934 | 206  | 98   |
| 12 | Stati Uniti (bandiera) | A     | Dan Swartz       | 1934 | 193  | 98   |
| 14 | Stati Uniti (bandiera) | G     | Bob Cousy        | 1928 | 185  | 79   |
| 15 | Stati Uniti (bandiera) | AC    | Tom Heinsohn     | 1934 | 201  | 99   |
| 16 | Stati Uniti (bandiera) | A     | Satch Sanders    | 1938 | 198  | 95   |
| 17 | Stati Uniti (bandiera) | GA    | John Havlicek    | 1940 | 196  | 92   |
| 18 | Stati Uniti (bandiera) | A     | Jim Loscutoff    | 1930 | 196  | 100  |
| 20 | Stati Uniti (bandiera) | A     | Gene Guarilia    | 1937 | 196  | 100  |
| 21 | Stati Uniti (bandiera) | G     | Jack Foley       | 1939 | 191  | 77   |
| 23 | Stati Uniti (bandiera) | GA    | Frank Ramsey     | 1931 | 191  | 86   |
| 24 | Stati Uniti (bandiera) | GA    | Sam Jones        | 1933 | 193  | 90   |
| 25 | Stati Uniti (bandiera) | G     | K.C. Jones       | 1932 | 185  | 91   |

## Staff tecnico
- Allenatore: Red Auerbach
- Preparatore atletico: Buddy LeRoux